# والتر اولبریخت
والتر ارنست پاول اولبریخت (به آلمانی: Walter Ernst Paul Ulbricht) (۳۰ ژوئن ۱۸۹۳ – ۱ اوت ۱۹۷۳) دولت مرد آلمانی بود که بین سال‌های ۱۹۶۰ تا ۱۹۷۳ رئیس‌جمهور جمهوری دموکراتیک آلمان بود. وی به دلیل ساخت دیوار برلین در سال ۱۹۶۱ معروف است.

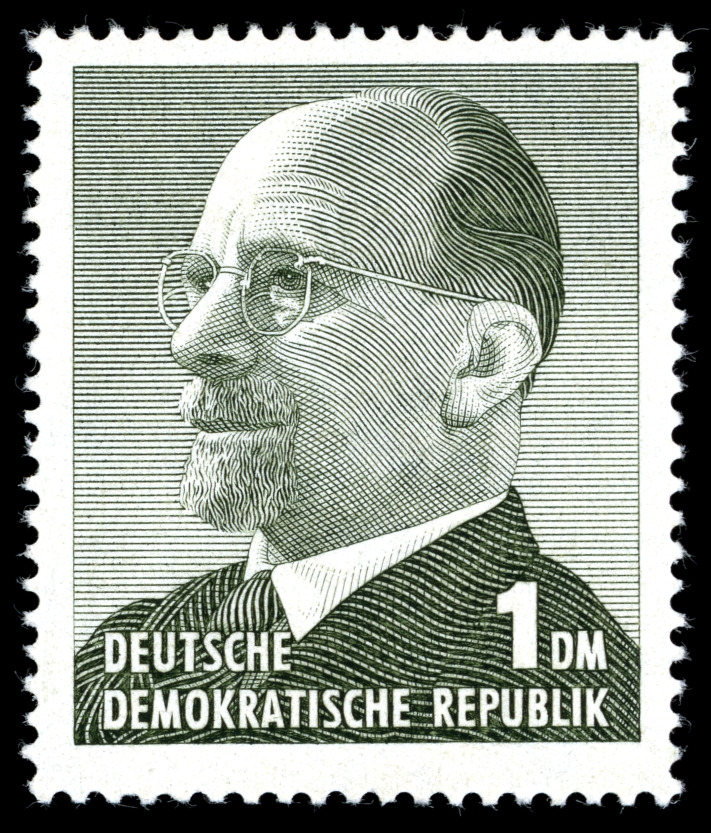
نگاره والتر اولبریخت بر روی تمبر یک مارکی.